# Томас ван ден Белт
То́мас ван ден Белт (нід. Thomas van den Belt; нар. 18 червня 2001, Зволле) — нідерландський футболіст, півзахисник клубу «Твенте».

## Клубна кар'єра

### «Зволле»
Почав займатися футболом в клубі «Кампен», а 2012 року приєднався до академії «Зволле». 26 вересня 2020 року дебютував за першу команду, вийшовши на заміну Юті Накаяма в матчі Ередивізі проти «Спарти» (Роттердам).
14 січня 2022 року забив свої перші голи в професіональній кар'єрі, відзначившись дублем в матчі проти клубу «Віллем II». За підсумками сезону 2021–22 «Зволле» залишив елітний дивізіон.
7 серпня дебютував в Еерстедивізі в матчі проти «Де Графсхапа», відзначившись забитом голом. 3 березня 2023 року зробив дубль в поєдинку Еерстедивізі проти клубу «Ден Босх». Відзначився дублем 14 квітня в матчі чемпіонату у ворота «Телстара». Всього в сезоні 2022–23 забив 16 голів і віддав 8 результативних передач у 35 матчах чемпіонату, допомігши команді здобути підвищення в Ередивізі. У підсумку отримав звання найкращого гравця сезону і був включений до «команди року» Еерстедивізі.

### «Феєнорд»
29 березня 2023 року підписав чотирирічний контракт з клубом «Феєнорд». 4 серпня 2023 року дебютував за команду, вийшовши на заміну Маркусу Педерсену в матчі за Суперкубок Нідерландів. Дебютував за клуб в чемпіонаті 13 серпня, вийшовши на заміну Калвіну Стенгсу в матчі Ередивізі проти «Фортуни» (Сіттард). 13 грудня дебютував в єврокубках, вийшовши на заміну Квінтену Тімберу в матчі групового етапу Ліги чемпіонів УЄФА проти «Селтіка». 21 квітня 2024 року в складі «Феєнорда» став володарем Кубка Нідерландів.

#### Оренда в «Кастельйон»
1 серпня 2024 року відправлений в сезонну оренду в іспанський клуб «Кастельйон», що виступає в Сегунді. 17 серпня дебютував за «Кастельйон» в матчі Сегунди проти «Ейбара», вийшовши на заміну. 16 вересня 2024 року в поєдинку Сегунди проти «Альмерії» забив свій перший гол за «Кастельйон». За час оренди провів 40 матчів, відзначившись шістма м'ячами і трьома результативними передачами.

### «Твенте»
16 червня 2025 року перейшов в нідерландський «Твенте», підписавши чотирирічний контракт. Сума трансферу становила понад 1 млн євро. 10 серпня дебютував за нову команду в матчі Ередивізі проти «Зволле», вийшовши в стартовому складі.

## Кар'єра в збірній
2018 року виступав за збірну Нідерландів (до 18 років), зігравши 2 товариські матчі проти збірних Бельгії та Ірландії.

## Статистика виступів
Станом на 10 серпня 2025
| Клуб              | Сезон             | Чемпіонат         | Чемпіонат | Чемпіонат | Кубок | Кубок | Єврокубки | Єврокубки | Інші  | Інші | Всього | Всього |
| Клуб              | Сезон             | Дивізіон          | Матчі     | Голи      | Матчі | Голи  | Матчі     | Голи      | Матчі | Голи | Матчі  | Голи   |
| ----------------- | ----------------- | ----------------- | --------- | --------- | ----- | ----- | --------- | --------- | ----- | ---- | ------ | ------ |
| Зволле            | 2020–21           | Ередивізі         | 9         | 0         | 0     | 0     | —         | —         | —     | —    | 9      | 0      |
| Зволле            | 2021–22           | Ередивізі         | 30        | 3         | 3     | 0     | —         | —         | —     | —    | 33     | 3      |
| Зволле            | 2022–23           | Еерстедивізі      | 35        | 16        | 2     | 0     | —         | —         | —     | —    | 37     | 16     |
| Зволле            | Всього            | Всього            | 74        | 19        | 5     | 0     | —         | —         | —     | —    | 79     | 19     |
| Феєнорд           | 2023–24           | Ередивізі         | 9         | 0         | 0     | 0     | 1         | 0         | 1     | 0    | 11     | 0      |
| → Кастельйон      | 2024–25           | Сегунда Дивізіон  | 33        | 6         | 1     | 0     | —         | —         | 0     | 0    | 34     | 6      |
| Твенте            | 2025–26           | Ередивізі         | 1         | 0         | 0     | 0     | 0         | 0         | 0     | 0    | 1      | 0      |
| Всього за кар'єру | Всього за кар'єру | Всього за кар'єру | 117       | 25        | 6     | 0     | 1         | 0         | 1     | 0    | 125    | 25     |

1. ↑  Сезон припинено через пандемію COVID-19 у Нідерландах
2. ↑  Матчі в Лізі чемпіонів УЄФА
3. ↑  Матчі в Суперкубку Нідерландів

## Досягнення
«Феєнорд»
- Володар Кубка Нідерландів: 2023–24[31]

Особисті досягнення
- Гравець сезону в Еерстедивізі: 2022–23[6]
- Команда року Еерстедивізі: 2022–23[7]